# Strammelse
Strammelse er en landsby på øen Tåsinge med knap 200 indbyggere (2010). Strammelse er beliggende fem kilometer syd for Vindeby og otte kilometer syd for Svendborg. Landsbyen tilhører Svendborg Kommune og er beliggende i Landet Sogn.